# Hirmuse
Hirmuse (tyska: Hirmus) är en by (estniska: küla) i Lüganuse kommun i landskapet Ida-Virumaa i nordöstra Estland. Byn ligger vid ån Hirmuse jõgi, söder om staden Kiviõli.
I kyrkligt hänseende hör byn till Lüganuse församling inom den Estniska evangelisk-lutherska kyrkan.
Fram till 2013 hörde byn till dåvarande Maidla kommun.